# Moyotepe
Le Moyotepe, Mayotepe, Cerro Moyotepe ou Cerro Mayotepe, est un volcan du Nicaragua qui forme un complexe volcanique avec le San Cristóbal, le Casita, le Chonco et la Pelona. Il se présente sous la forme d'un stratovolcan érodé qui s'élève à 917 mètres d'altitude.